# Schijn-wolfsmelkwespvlinder
De schijn-wolfsmelkwespvlinder (Chamaesphecia empiformis) is een vlinder uit de familie wespvlinders (Sesiidae). De voorvleugellengte bedraagt tussen de 6 en 10 millimeter. De soort lijkt zeer sterk op de wolfsmelkwespvlinder (Chamaesphecia tenthrediniformis), sommige taxonomen beschouwen deze soorten als één soort. Hij overwintert als rups.

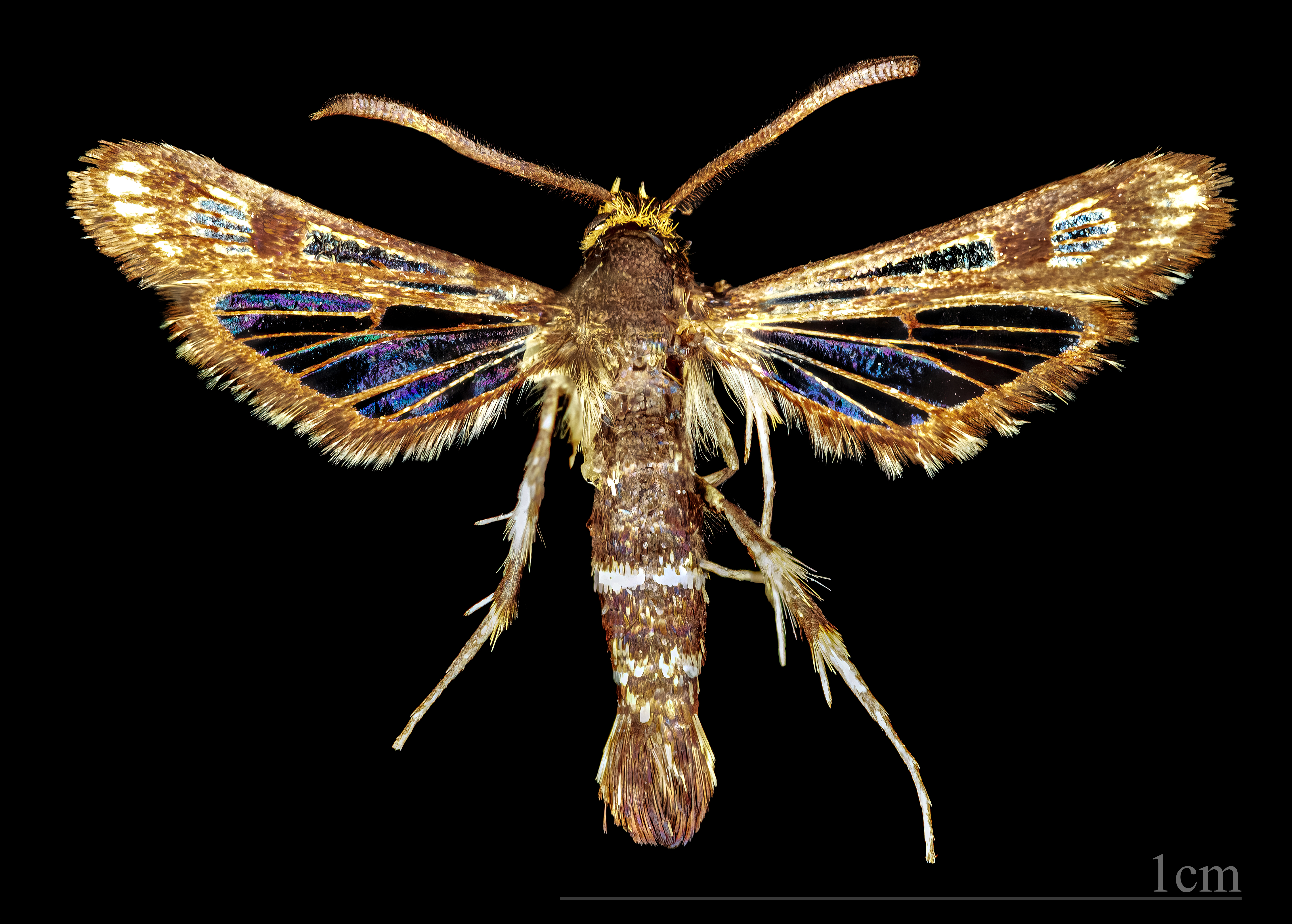
♂
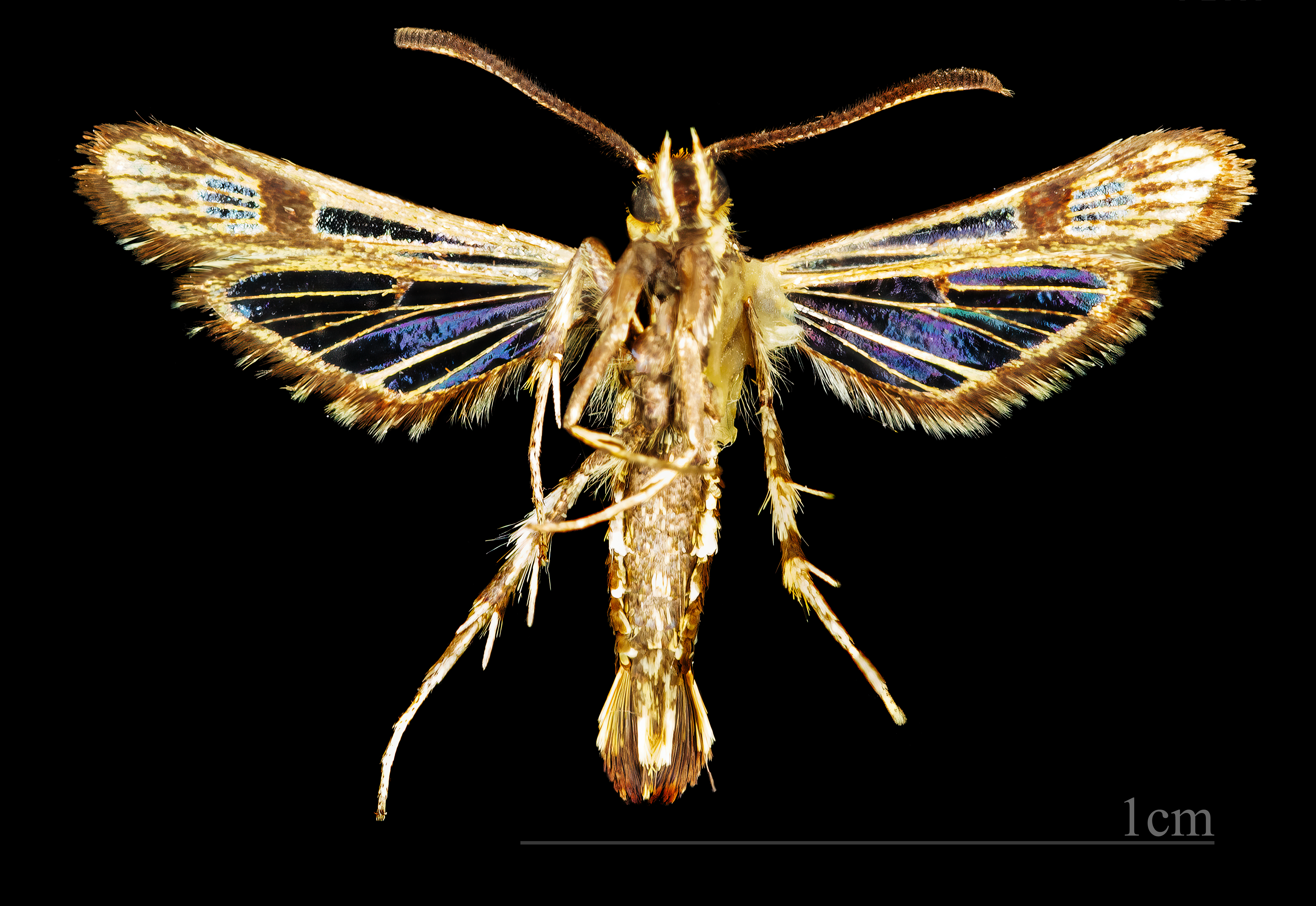
♂ △
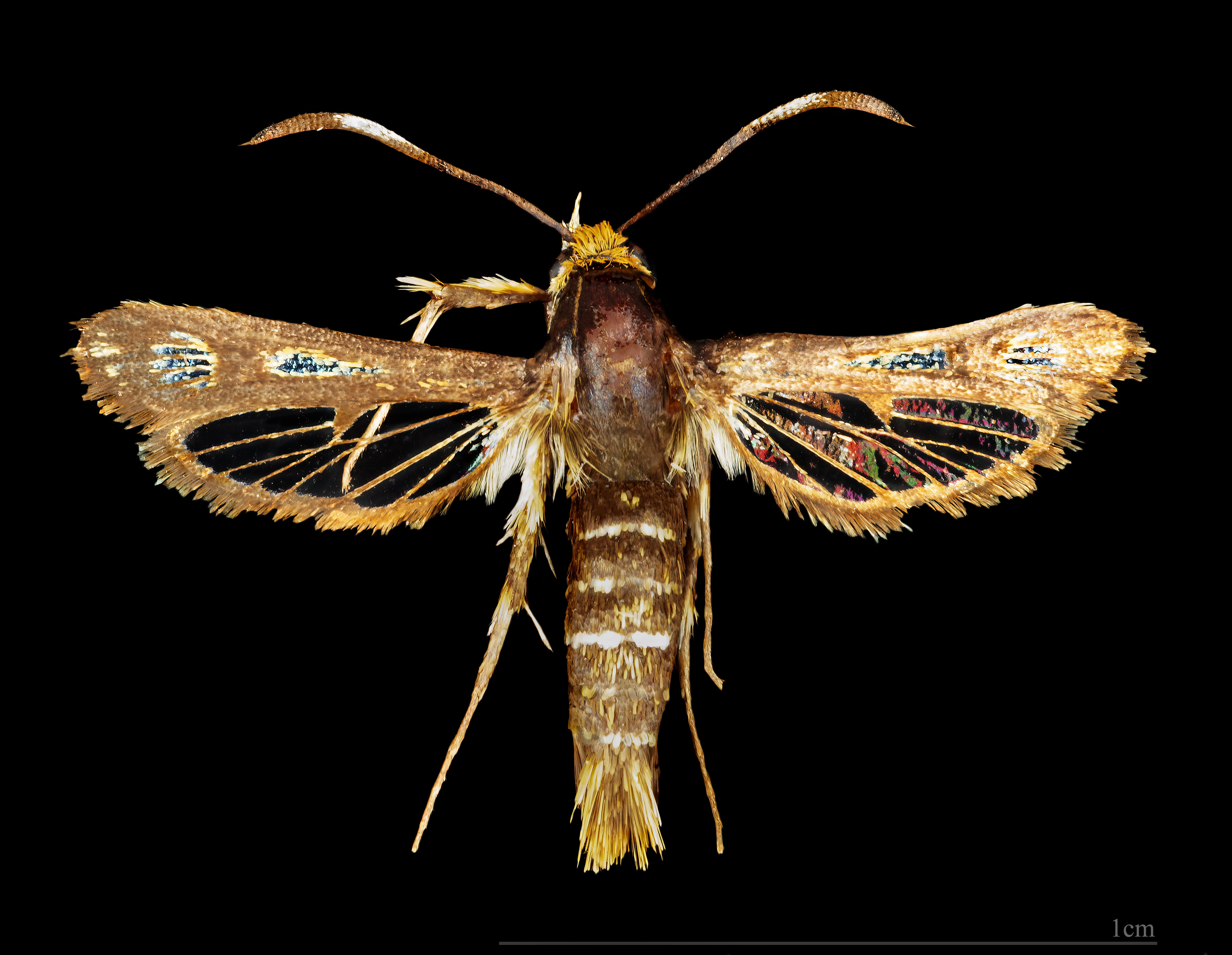
♀
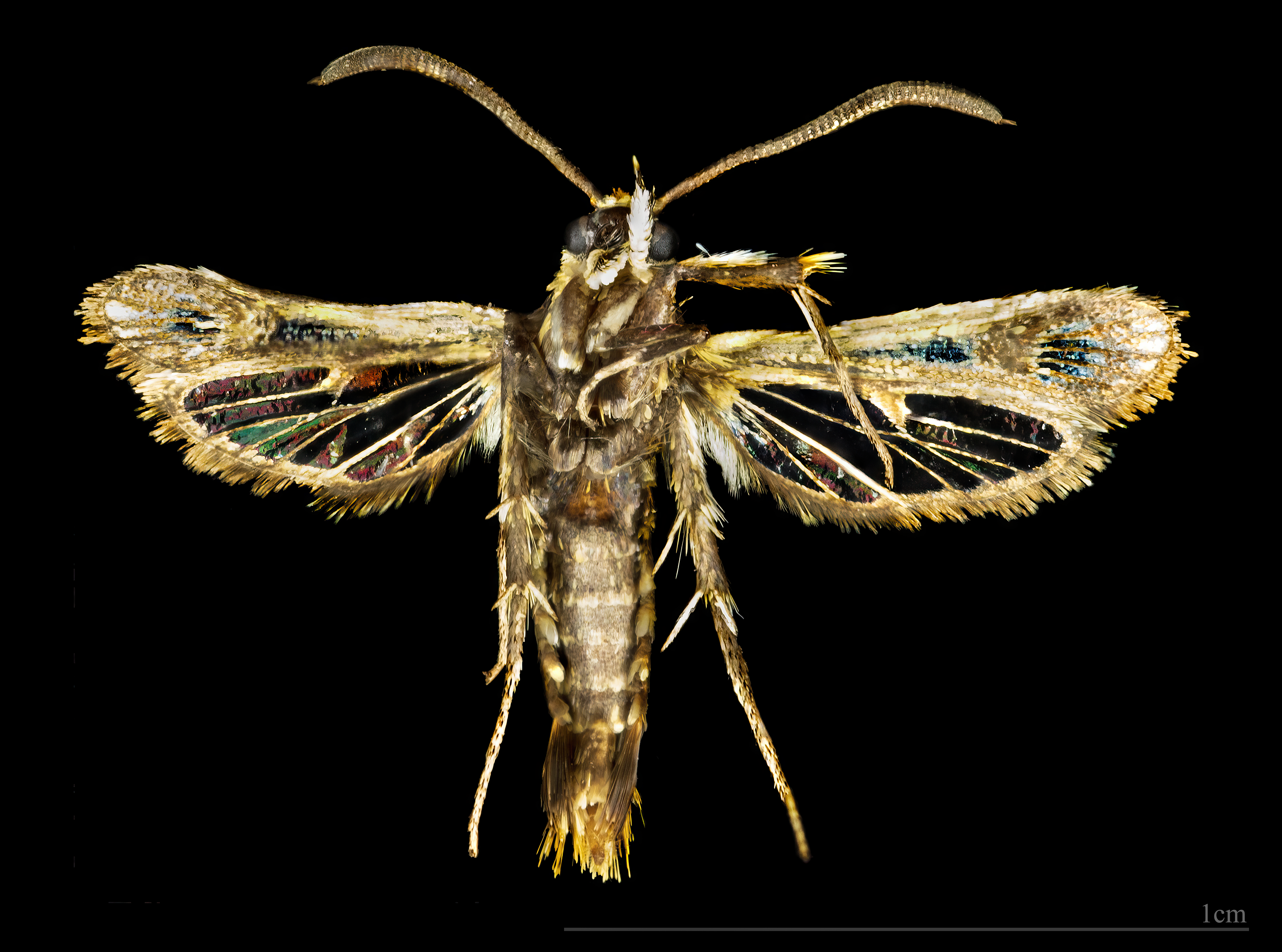
♀ △

## Waardplanten
De schijn-wolfsmelkwespvlinder heeft cipreswolfsmelk als waardplant.

## Voorkomen in Nederland en België
De schijn-wolfsmelkwespvlinder is in Nederland en België een zeldzame soort. De vlinder heeft één generatie die vliegt van halverwege mei tot in augustus.